# Cisownik (województwo zachodniopomorskie)
Cisownik (niem. Lohmühle) – nieistniejąca miejscowość w Polsce położona w województwie zachodniopomorskim, w powiecie stargardzkim, w gminie Stargard, 5 km na północ od Stargardu, nad rzeką Małką. Wchodziła w skład sołectwa Klępino.
Na początku XX w. miejsce zamieszkania (Abbau) należące do Lubowa